# Oxirrinco

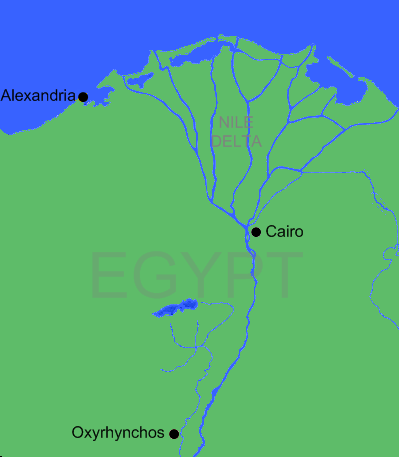
Localização de Oxirrinco no Egito

Oxirrinco (em grego:  Ὀξύρρυγχος; "nariz fino (afiado)"; egípcio antigo Pr-Medjed; copta Pemdje; árabe egípcio moderno el-Bahnasa), alternativamente Oxyrhynchus ou Oxyrhyncho, é uma cidade no Alto Egito, localizada aproximadamente 160 km a sul-sudoeste do Cairo, na província de Al-Minya. Também é um sitio arqueológico, considerado um dos mais importantes já descobertos, visto que ainda hoje pode ser encontrada nas localidades diversos tesouros arqueológicos. Durante o século passado, a área ao redor de Oxyrhynchos foi alvo de diversas investigações arqueológicas, revelando coleções de papiros datados do império ptolomaico e romano.
Entre os importantes achados da região, podemos citar peças teatrais de Menandro (Principal autor da chamada "Nova Comédia" ateniense) e fragmentos do Evangelho de Tomé.

## Origem do nome

Amuleto raffigurante il pesce Ossirinco

O nome dado ao local refere-se a uma espécie de peixe que vive no Nilo, sua representação é de grande importância na mitologia egípcia por tratar-se do falo de Osíris, quando este foi morto e esquartejado por seu divino irmão e igualmente deus, Seth. O evento se deu por conta de Neftis, irmã e esposa de Seth, manter relações sexuais com Osíris, resultado no nascimento do deus Anúbis, administrador do mundo dos mortos. O peixe seria da espécie de mormyridae (peixe de água doce), retratado diversas vezes na arte egípcia.
Tudo leva a crer que o falo de Osíris estar ligado ao rio Nilo não é por acaso. O falo, expressão mais que clara da criação perpétua, entrega facilmente ao espetador da cultura egípcia a intimidade entre o antigo povo egípcio e o Nilo, que sempre forneceu frescor ao ambiente desértico, comida, possibilidade de higiene básica e o aprimoramento de habilidades por meio da caça e pesca, além de velejo.